# Ricardo Yearwood
Ricardo Yearwood (Panama, 14 gennaio 1970 – 4 dicembre 2024) è stato un cestista panamense.

## Carriera
Con Panama ha disputato due edizioni dei Campionati americani (1993, 2001).